# Kevin Crow
Kevin Troy Crow, né le 17 septembre 1961 à Saint Louis dans le Missouri, est un ancien joueur international américain de soccer ayant évolué au poste de défenseur, avant de devenir entraîneur.

## Biographie

### Carrière de joueur

#### Carrière en sélection
Avec l'équipe des États-Unis, il joue 12 matchs (pour aucun but inscrit) entre 1984 et 1988. 
Il figure notamment dans le groupe des sélectionnés lors des Jeux olympiques de 1984 et de 1988. Il dispute un total de six matchs lors des Jeux olympiques.